# Docalidia ampla
Docalidia ampla är en insektsart som beskrevs av Nielson 1990. Docalidia ampla ingår i släktet Docalidia och familjen dvärgstritar. Inga underarter finns listade i Catalogue of Life.